# Campinas do Piauí
Campinas do Piauí är en kommun i Brasilien.   Den ligger i delstaten Piauí, i den östra delen av landet, 1 100 km nordost om huvudstaden Brasília. Antalet invånare är 5 406.
Omgivningarna runt Campinas do Piauí är huvudsakligen savann. Runt Campinas do Piauí är det mycket glesbefolkat, med 6 invånare per kvadratkilometer.